# The Perfect Man
The Perfect Man är en amerikansk film från 2005 är regisserad av Mark Rosman. Filmen släpptes på DVD den 14 december 2005 i Sverige.

## Handling
Tonårstjejen Holly är trött på att flytta varje gång hennes mamma avslutar ett dåligt kärleksförhållande. Holly och hennes nya kompis beslutar sig för att hitta på den perfekta mannen åt mamman, vars mailbox snart är full av romantiska meddelanden. Men vad händer när mamma tycker det börjar bli dags för en träff i verkliga livet?
Holly startar en lögn, men den visar sig att bli större och större, till slut går det inte att hantera den längre. Holly träffar även nya vänner, som hjälper henne med att fortsätta ljuga. 
Sedan blir det tid för att tala sanning.

## Rollista (i urval)
- Hilary Duff - Holly Hamilton
- Heather Locklear - Jean Hamilton
- Aria Wallace - Zoe Hamilton
- Vanessa Lengies - Amy Pearl
- Carson Kressley - Lance